# Pugačëv (film)
Pugačëv (Пугачёв) è un film del 1937 diretto da Pavel Petrovič Petrov-Bytov.